# Caudron C.560
Le Caudron C.560 Rafale II est un avion de compétition français construit au milieu des années 1930. Il était destiné à participer à la Coupe Deutsch de la Meurthe de 1935 et était propulsé par un Renault 12R inversé V-12 de 450 ch (340 kW).